# ドブロ・ギター

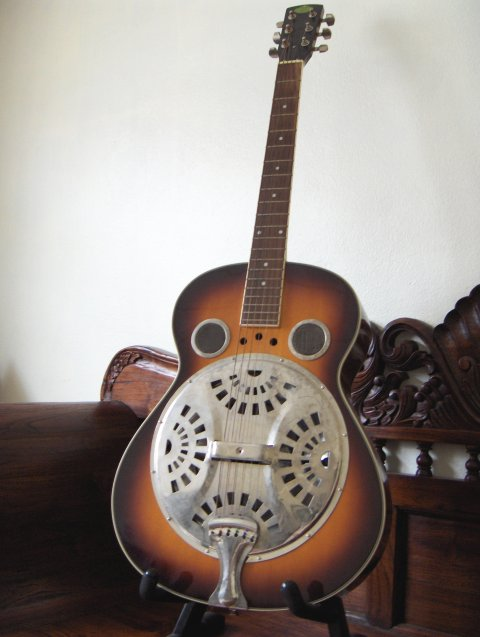
ドブロ型のリゾネーター・ギター

ドブロ (Dobro) は、ギブソンが所有するリゾネーター・ギターのブランド。1928年にジョン・ドピエラ(John Dopyera)、ルディ・ドピエラ(Rudy Dopyera)の兄弟によって設立された。
この種のギターの中で最も有名なブランドのひとつであり、リゾネーター・ギターをドブロ・ギターと誤称することも多い。ドブロは、カントリーやブルーグラスなどの音楽分野で主に使用される。ハワイアンで使用されることもある。ギターのボディに共鳴板が張られているために、振動で大きな音が出る。演奏者としては、ロイ・エイカフやアリソン・クラウスのバンドにいるジェリー・ダグラスが有名である。

## 歴史
ドブロの名は1928年にジョン・ドピエラ（John Dopyera）、ルディ・ドピエラ（Rudy Dopyera）の兄弟によってドブロ製作所（Dobro Manufacturing Company）が設立されたことに始まる。「ドブロ（Dobro）」はドブロ兄弟（Dopyera brothers）からと、彼らの母語スロバキア語で「良さ」を表す単語の二重の由来がある。
ドブロ・ギターはリゾネーター・ギターの発明者ジョン・ドピエラが開発した3つ目のリゾネーター・ギターで、実際に生産した2つ目のリゾネーター・ギターである。初期のトライコーン（金属板3枚使用）のリゾネーター・ギターと違い、ドブロはシングルレゾネーターコーンで、凹面が表に来ている。ドブロはボウル（お椀）型と呼んでいる。音量はトライコーンより大きく、コストも安い。コストを安くすることで普及するとジョンは考えたが、ナショナル・ストリング・インストゥルメンツ社の同僚幹部を説得できず、それが退社の一因ともなった。ナショナル社はシングルコーンの特許を申請していたため、ジョンは別の設計が必要となった。そのためコーンを裏返し、コーンの頂点に弦が来るのではなく、コーン内の8本のアルミ枠（スパイダー・リゾネーター）を使用した。その後ナショナル社もドブロもレゾネーター・ギターを生産し続け、アドルフ・リッケンバッカーとジョンはともにナショナル社の主要株主であった。1934年にドピエラ兄弟が両社の経営権を握り、合併させ「ナショナル・ドブロ・コーポレーション（National-Dobro Corporation）」を設立した。その後リーガル楽器社（Regal Musical Instrument Company）でライセンス生産していたが、1941年にアメリカ合衆国が第二次世界大戦に参戦すると生産を中止した。
エミール・ドピエラ（エド・ドピエラとも）が 1959年にドブロ・ギターを「Dopera's Original」というブランドで発売、その後セミー・モズレーに会社とブランドを売却。モズレーはドブロを自身のギターメーカーモズライトに吸収、一時期ドブロ・ギターを生産・販売していた。1967年にエミール・ドピエラはオリジナル楽器社（Original Musical Instrument Company、OMI）を設立し、「ハウンドドッグ」ブランドでリゾネーター・ギターの生産を開始、1970年にモズライトが倒産した際にドブロの名を買い戻した。
1993年にギブソンがOMIをドブロのブランドとともに買収。OMIをオリジナル・アコースティック楽器社（Original Acoustic Instruments）と改称し、生産をテネシー州ナッシュビルに移動。ギブソンは現在、ボウル型コーンのオリジナルタイプのみに「ドブロ」ブランドを使用。ギブソンはビスケット型シングルコーン・レゾネーター・ギターを販売している（エピフォンより）が、これは「ハウンドドッグ」ブランドを使用している。
ドブロをカントリー・ミュージックに初めて使用したのは、 ロイ・エイカフとされている。
一般的には、「ドブロ」という語はシングルコーンのボウル型レゾネーター設計のギターに使用され、トライコーンやビスケット型はナショナル社のブランドが使用されることが多い。

## 商品
- ハウンドドッグ・ラウンドネック
- ハウンドドッグ・スクエアネック
- ハウンドドッグ・デラックス・ラウンドネック
- ハウンドドッグ・デラックス・スクエアネック
- フィル・レッドベターシリーズ
- ギブソン・フィル・レッドベター・シグネチュアー・レゾネーター
- ギブソン・フィル・レッドベター・マホガニー「限定版」